# Monastère de l'Épiphanie (Mstiora)
Le monastère de l'Épiphanie (en russe : Богоя́вленский монасты́рь) est un monastère pour hommes de l'éparchie de Mourom de l'Église orthodoxe russe, situé dans le village de Mstiora, dans la rue Lénine. À l'intérieur de l'enceinte du monastère se trouve l'église Vladimirskaïa (Notre-Dame-de-Vladimir), le clocher-porche, l'église de l'Épiphanie et une chapelle Saint-Alexandre-Nevski.

## Histoire
La première mention du monastère pour hommes de la sloboda de Mstiora date de 1628-1629. Le monastère se situait dans la votchina des princes Romodanovsky. A côté de celui-ci au XVIIe siècle se trouvait le monastère pour femmes Ivanovsky et les églises de Jean l'Aumônier et celle du métropolite Philippe.
En 1683, l'église en bois du monastère est atteinte de vétusté et les princes Fiodor, Andreï et Mikhaïl Romodanovsky, avec l'autorisation du métropolite de Souzdal Ilarion, font construire une église en pierre à cinq coupoles qui est consacrée en 1687-1688 et dédiée à l'Épiphanie. C'est là que fut érigé également le caveau funéraire des princes Romodanovsky. 
L'autre église du monastère est celle de l'icône de Notre-Dame de Vladimir dont la première mention remonte à 1734. Le clocher est mentionné quant à lui dès 1710. Une horloge fixe et cinq cloches lui sont adjointes. Elle est de style classique et l'intérieur est garni de vitraux.
Le 7 juin 1869, une chapelle est construite à côté de l'église Vladimirskaïa. Elle est dédiée à saint Alexandre Nevski. En octobre 1873 un ouragan a emporté la flèche du clocher. Cela a donné lieu a une restauration qui a vu celui-ci finalement entièrement reconstruit.
Au début des années 1930, à l'époque soviétique, le monastère est fermé et un musée des beaux-arts et de folklore ancien est installé dans l'église. De 1953 à 1973, l'église de l'Épiphanie est utilisée comme dépôt de marchandises.
En septembre 1999, sous la bénédiction de l'archevêque de Vladimir et Souzdal, Euloge, le monastère pour hommes est rétabli. Une petite communauté de quatre moines y est établie en 2017. Une petite communauté de quelques moniales se réinstalle également dans les annexes de l'église Saint-Vladimir. 

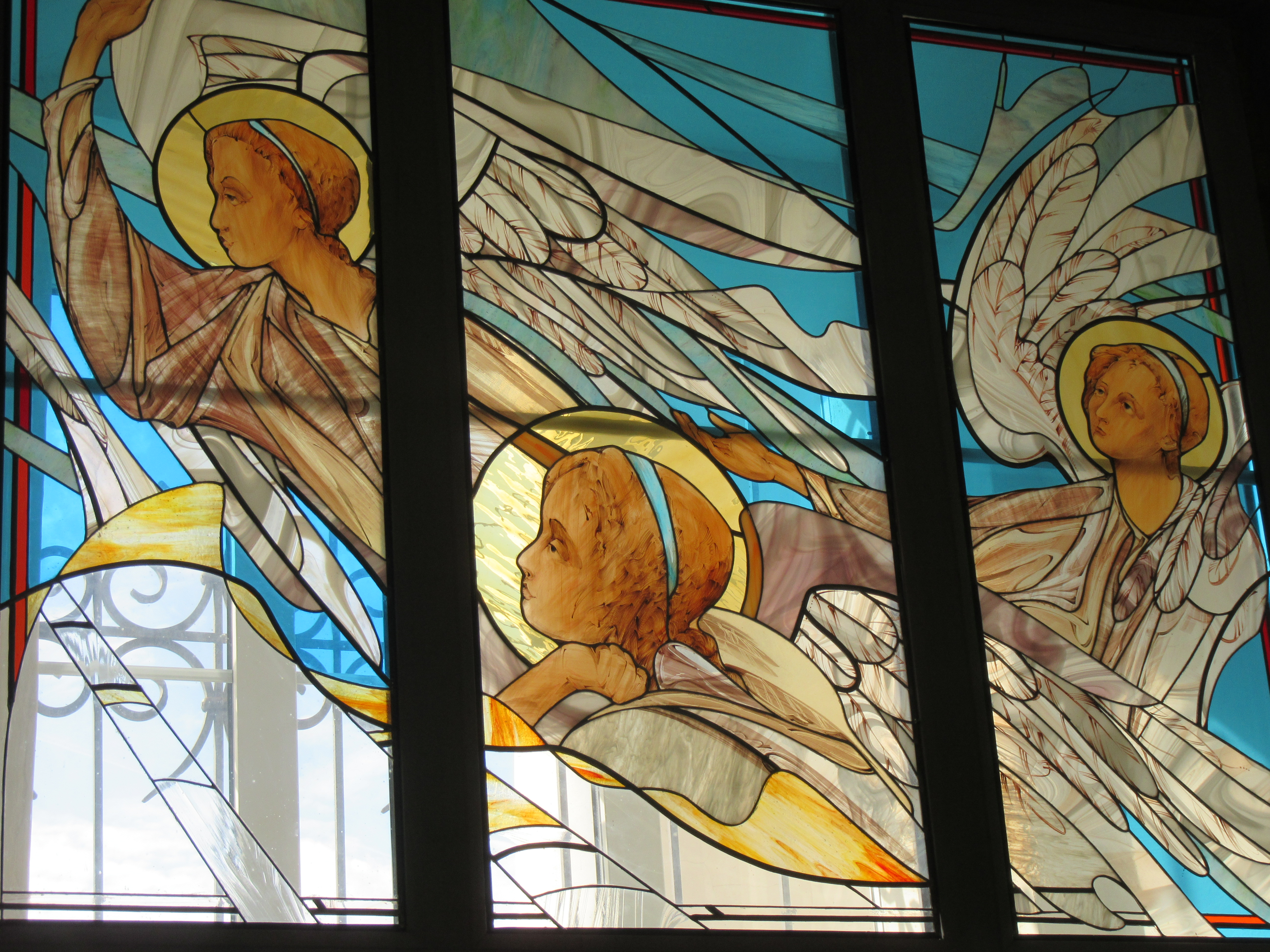
Vitraux à Mstiora, dans l'église Vladimirskaïa
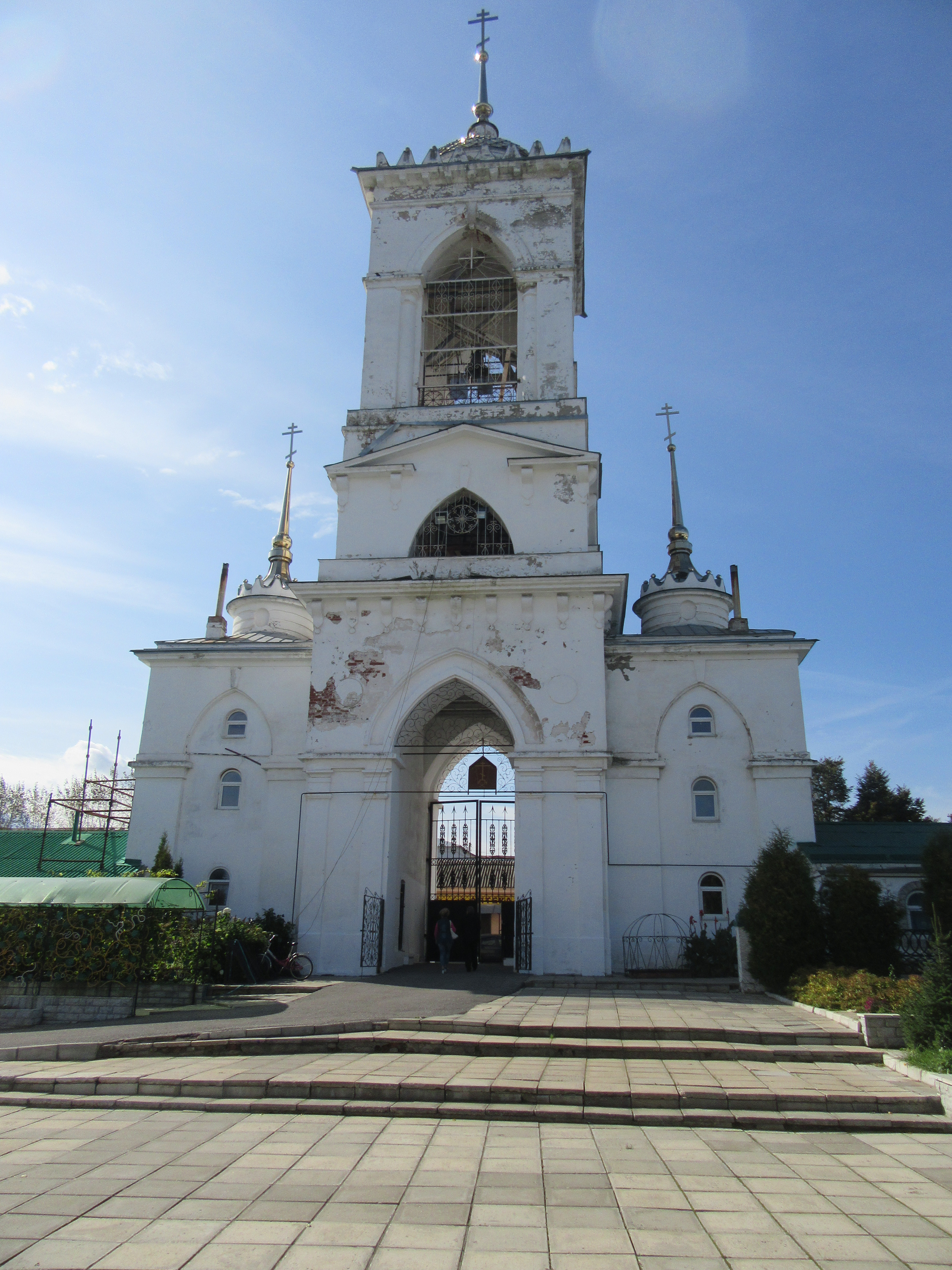
Clocher du monastère de l'Épiphanie à Mstiora
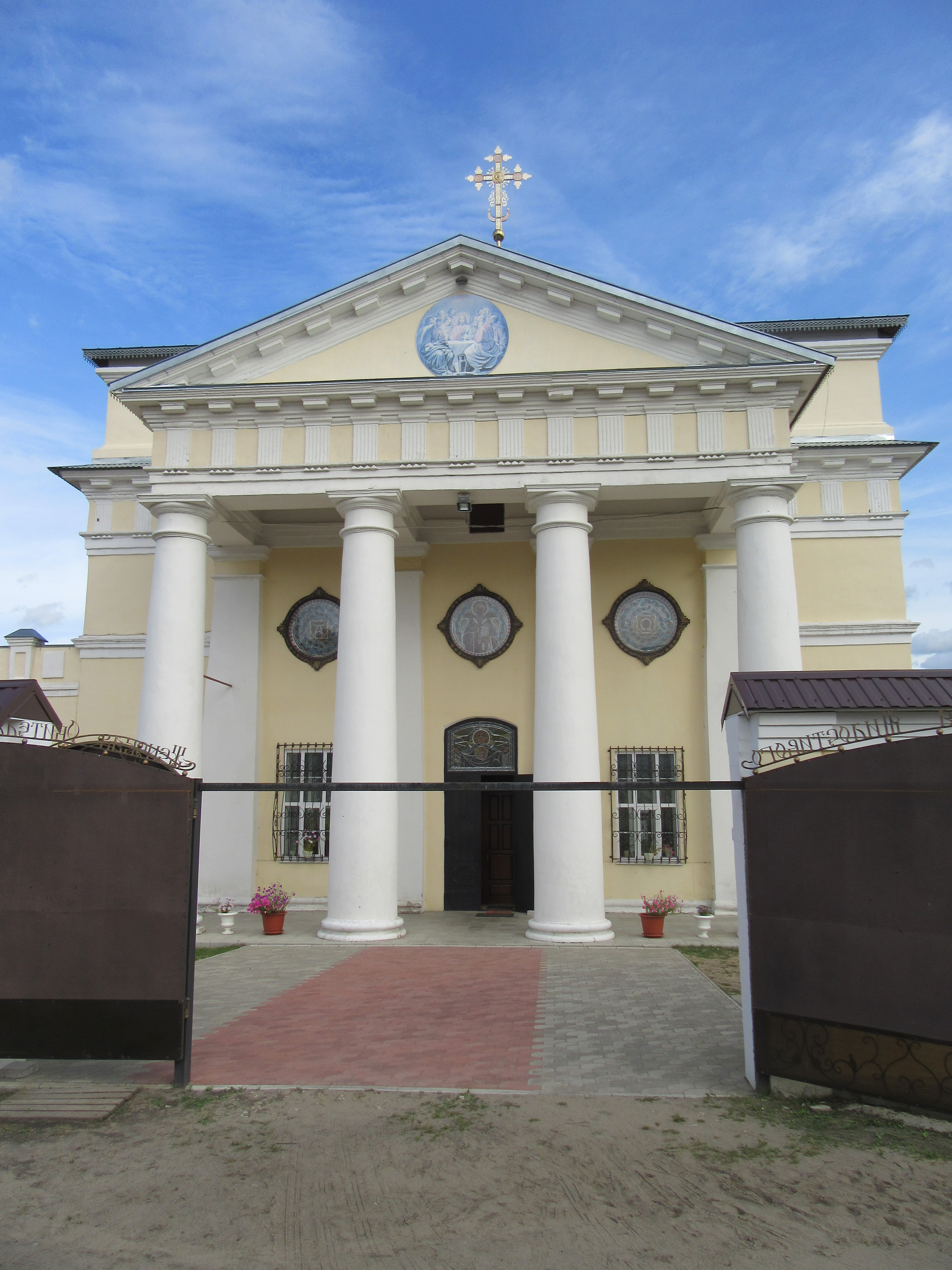
Façade de l'église Vladimirskaïa à Mstiora